# Daniel Goldhagen
Daniel Goldhagen, född den 30 juni 1959 i Boston, är en amerikansk statsvetare och författare. År 1996 publicerade han boken Hitler's Willing Executioners ("Hitlers villiga bödlar"), som väckte omfattande debatt.

## Biografi
Daniel Goldhagen är son till historikern Erich Goldhagen, som överlevde gettot i Tjernivtsi i dåvarande Rumänien.

## Hitler's Willing Executioners
I Hitler's Willing Executioners driver Goldhagen tesen att merparten av vanliga tyskar var "villiga bödlar" i Förintelsen. Orsaken till Förintelsen ser Goldhagen i tyskarnas antisemitism, som hade utvecklats under flera århundraden. Goldhagen hävdar, att en "eliminatorisk antisemitism" (eller "förintelseantisemitism") präglade den tyska nationella identiteten. För Goldhagen framstår Förintelsen som det definierande draget i nazismen, men inte endast för nazismen utan hela det tyska samhället under Tredje rikets tid. Den "eliminatoriska antisemitismen" var, enligt Goldhagen, unik för Tyskland och på grund av denna var vanliga tyskar kapabla att villigt döda judar. Goldhagen förfäktar, att denna specifika mentalitet växte fram på grundval av religiösa ståndpunkter under medeltiden, men att den senare sekulariserades.
Goldhagens bok gav upphov till omfattande debatt, både i och utanför Tyskland, såväl i dagspress som i akademiska kretsar. Förintelsehistorikern Raul Hilberg avvisade Goldhagens bok och menade, att Goldhagen tillhörde ett team vars forskning utgjorde en katastrof. Till skillnad från Hilberg prisade filosofen Jürgen Habermas Goldhagens forskningsresultat och ansåg, att boken fungerar som en motkraft till all relativisering av nazismen i Tysklands historiska medvetande.